# Robert Bice
Robert Bice est un acteur américain né le 4 mars 1914 à Dallas, Texas (États-Unis), mort le 8 janvier 1968 à Los Angeles (États-Unis).

## Filmographie
- 1943 : The Ghost and the Guest de William Nigh : Smoothie Lewis
- 1943 : Appointment in Berlin (en) d'Alfred E. Green : Homme de radio
- 1943 : Fighting Valley (en) d'Oliver Drake : Paul Jackson
- 1943 : The Iron Major (en) de Ray Enright : High school coach
- 1943 : Gangway for Tomorrow (en) de John H. Auer : Stooge
- 1943 : Le Vaisseau fantôme (The Ghost Ship) de Mark Robson : Raphael, le Steward
- 1944 : Passport to Destiny de Ray McCarey : German Troop Leader
- 1944 : Les Fils du dragon (Dragon Seed) de Jack Conway et Harold S. Bucquet : Lao Ta Tan - Eldest Son
- 1944 : Trente Secondes sur Tokyo (Thirty Seconds Over Tokyo), de Mervyn LeRoy : Ens. 'Jig' White
- 1946 : G.I. War Brides (en) de George Blair : Soldier
- 1946 : The Mysterious Mr. Valentine (en) de Philip Ford : Doctor
- 1947 : Au carrefour du siècle (The Beginning or the End) de Norman Taurog : Copilote
- 1947 : Le Maître de la prairie (The Sea of Grass) d'Elia Kazan : Brewton Ranch Hand
- 1947 : Deux sœurs vivaient en paix (The Bachelor and the Bobby-Soxer) d'Irving Reis : Policier à l'aéroport
- 1947 : L'Étalon rouge de Lesley Selander : Ho-Na
- 1948 : Marché de brutes (Raw Deal) d'Anthony Mann : Ship's Crewman
- 1948 : Assigned to Danger d'Oscar Boetticher : Frankie Mantell
- 1948 : Le Pénitencier du Colorado (Canon City), de Crane Wilbur : Morgan
- 1948 : Hollow Triumph de Steve Sekely : Maxwell's Thug
- 1948 : In This Corner de Charles Reisner : Cmdr. Harris
- 1948 : Jeanne d'arc (Joan of Arc) de Victor Fleming : Dying English archer
- 1948 : Il marchait dans la nuit (He Walked by Night) d'Alfred L. Werker et Anthony Mann : Detective with Capt. Breen
- 1949 : La Vengeance des Borgia (Bride of Vengeance) de Mitchell Leisen : Gardien
- 1949 : Susanna Pass (en) : Bob Oliver
- 1949 : Flaming Fury (en) de George Blair : Arthur Latch
- 1949 : La Tigresse (Too Late for Tears) de Byron Haskin : Policier
- 1949 : Bandit King of Texas de Fred C. Brannon : Gus
- 1949 : The James Brothers of Missouri (en) de Fred C. Brannon : Frank James
- 1949 : Les Bas-fonds de Frisco (Thieves' Highway) de Jules Dassin : Annonceur
- 1950 : Bells of Coronado (en) de William Witney : Jim Russell
- 1950 : Bunco Squad (en) de Herbert I. Leeds : Drake, aka The Swami
- 1950 : De minuit à l'aube (Between Midnight and Dawn) de Gordon Douglas : Détective
- 1950 : Hit Parade of 1951 de John H. Auer : Cowboy
- 1950 : The Jackpot de Walter Lang : Policier
- 1950 : Under Mexicali Stars (en) de George Blair : Député Bob
- 1950 : Counterspy Meets Scotland Yard de Seymour Friedman : Agent Fields
- 1950 : L'Engin fantastique (The Flying Missile) d'Henry Levin : Airbase MP officer
- 1951 : Al Jennings of Oklahoma (it) de Ray Nazarro : Pete Kincaid
- 1951 : L'Implacable (Cry Danger) de Robert Parrish: Castro's Gunman
- 1951 : Les Nouveaux Exploits de Robin des Bois (Tales of Robin Hood) de James Tinling : Will Scarlett
- 1951 : Gunplay de Lesley Selander : Sam Martin
- 1951 : A Millionaire for Christy de George Marshall : Reporter with Tape Recorder
- 1951 : Le Puits (The Well) de Leo C. Popkin et Russell Rouse : Manager of Packard Construction Company
- 1951 : La Grande Nuit (The Big Night) de Joseph Losey : Chauffeur de taxi D
- 1951 : The Racket de John Cromwell : Police dispatcher
- 1952 : Night Stage to Galveston de George Archainbaud : Captain Yancey
- 1952 : Desert Pursuit (en) de George Blair
- 1952 : Les requins font la loi (en) (Loan Shark) de Seymour Friedman : Steve Casmer
- 1952 : Cripple Creek (en) de Ray Nazarro : James C. (Chang) Sullivan, Assayer
- 1952 : Red Snow de Harry S. Franklin et Boris Petroff (en) : Chief Nanu
- 1952 : Junction City (it) de Ray Nazarro : Bleaker
- 1952 : Captain Pirate (en) de Ralph Murphy : Lieutenant
- 1952 : Captive Women (en) de Stuart Gilmore : Bram
- 1952 : Le Traître du Texas (Horizons West) de Budd Boetticher : Righteous Citizen
- 1952 : Invasion USA de Joseph Zito : George Sylvester
- 1952 : Hiawatha de Kurt Neumann : Wabeek
- 1953 : Star of Texas de Thomas Carr : Henchman Al Slade
- 1953 : La Femme au gardénia (The Blue Gardenia) de Fritz Lang : Policeman
- 1953 : On Top of Old Smoky (it) de George Archainbaud : Kirby
- 1953 : Port Sinister de Harold Daniels : George Burt
- 1953 : The Marksman de Lewis D. Collins : Henchman Kincaid
- 1953 : The 49th Man (en) de Fred F. Sears
- 1953 : Tarzan et la diablesse (en) (Tarzan and the She-Devil) de Kurt Neumann : Maka, Vargo's Safari Boss
- 1953 : Gun Belt : Wells Fargo Guard
- 1953 : Bandits of the West : Dutch Clyburn
- 1953 : The Moonlighter : Prince's Henchman
- 1953 : Paris Model : Jack Parmalee
- 1953 : Six Gun Decision : Dude, husky print shop henchman
- 1953 : Border City Rustlers : Branton
- 1953 : Man Crazy : Narrator
- 1953 : L'Équipée sauvage (The Wild One) : Wilson
- 1954 : Trader Tom of the China Seas (en) de Franklin Adreon : Payne
- 1954 : Yankee Pasha (en) de Joseph Pevney
- 1954 : Les Bolides de l'enfer (Johnny Dark) de George Sherman : Gardien
- 1954 : Les Aventures de Hadji (The Adventures of Hajji Baba) de Don Weis : Musa
- 1954 : Je suis un aventurier (The Far Country) d'Anthony Mann : Mineur
- 1954 : The Snow Creature (en) de W. Lee Wilder : Fleet
- 1954 : Le Signe du païen (Sign of the Pagan) de Douglas Sirk : Chilothe
- 1954 : The Steel Cage (en) de Walter Doniger : Convict in Mess Hall
- 1955 : Bowery to Bagdad (en) de Edward Bernds : Duke Dolan
- 1955 : Le Souffle de la violence (The Violent Men) de Rudolph Maté : Tony, Parrish Ranch Hand
- 1955 : Tout le plaisir est pour moi (Three for the Show), de H. C. Potter : Sgt. O'Hallihan
- 1955 : L'Aventure fantastique (Many Rivers to Cross) de Roy Rowland
- 1955 : Dial Red O de Daniel B. Ullman : Sgt. Tony Columbo
- 1955 : The Big Bluff de W. Lee Wilder : Dr Tom Harrison
- 1955 : La Muraille d'or (Foxfire) de Joseph Pevney : Walt Whitman
- 1955 : The Gun That Won the West (en) de William Castle : Chef Red Cloud
- 1955 : Le Procès (Trial) de Mark Robson : Abbott
- 1955 : Teen-Age Crime Wave (en) Fred F. Sears : Highway Patrol Officer Smith
- 1955 : Condamné au silence (The Court-Martial of Billy Mitchell) d'Otto Preminger : Naval Officer Aide
- 1956 : Over-Exposed de Lewis Seiler : Patrolman Outside Office Building
- 1956 : The Young Guns d'Albert Band : Lookout
- 1956 : Calling Homicide d'Edward Bernds : Det. Johnny Phipps
- 1956 : Les Dix Commandements (The Ten Commandments) de Cecil B. DeMille : Sergent
- 1956 : Deux Nigauds dans le pétrin (en) (Dance with Me Henry) de Charles Barton : Policier
- 1956 : Massacre at Sand Creek (TV) : Le chef
- 1957 : Le Rock du bagne (Jailhouse Rock) de Richard Thorpe : Bardeman (TV studio manager)
- 1958 : Diamond Safari (en) de Gerald Mayer : Reubens
- 1958 : Space Master X-7 (en) d'Edward Bernds : Officer
- 1958 : La Fusée de l'épouvante (It! The Terror from Beyond Space) d'Edward Cahn : Maj. John Purdue
- 1958 : La révolte est pour minuit (it) (Revolt in the Big House) de R. G. Springsteen : Gardien
- 1959 : Good Day for a Hanging de Nathan Juran : Griswald, Banker
- 1961-1962 : Les Incorruptibles : capitaine de police Jim Johnson
- 1965 : Les Mystères de l'Ouest (The Wild Wild West), (série TV) - Saison 1 épisode 14, La Nuit du Phare hurlant (The Night of the Howling Light), de Paul Wendkos : Capitaine
- 1967 : Winchester '73 (TV) : le maître de cérémonies